# Artur Wyczałkowski
Artur Wyczałkowski (ur. 21 sierpnia 1976 w Płocku) – polski piłkarz, grający na pozycji obrońcy. Zdobył Mistrzostwo Europy U-16 w 1993 roku. Rozegrał 49 spotkań w Ekstraklasie i strzelił w nich 4 gole.